# 張應鳳
張應鳳（1554年—？），字于梧，號鳴山，直隸大名府元城縣人，民籍，明朝政治人物。

## 生平
萬曆十三年（1585年）乙酉順天府鄉試六十八名會試，萬曆十四年（1586年）丙戌科會試二百四十一名，登三甲第二百七十七名進士。吏部观政，十七年授户部郎中，監督太倉，尋監税两浙。二十一年升员外郎、郎中，二十五年四月擢陕西按察副使，二十七年升參政，連帥貪赃，中飛語歸。三十一年降補湖廣右參議、蕲春兵備使者，白楚王孫無反状，違朝論，三十二年調辰沅道，改守沅州。三十三年十月升陕西副使，居無何，前連帥嗾使郧阳巡抚議調之，遂拂衣歸。

## 家族
曾祖張文；祖父張威，曾任廩生；父張朝綱，號近川，嘉靖十九年庚子舉人，曾任陕西永寿知縣。母允氏。永感下。兄张应龙（丁卯举人）、弟张应蟾。
有三子，皆舉乡薦。